# René Weissinger
René Weissinger (Böblingen, 11 dicembre 1978) è un ex ciclista su strada tedesco, attivo tra gli Elite dal 2003 al 2012.

## Carriera
Inizia la sua carriera professionistica nel 2003 con il team tedesco Vermarc Sportswear; dal 2004 al 2012, eccetto il 2006 in cui corre con l'olandese Skil-Shimano, gareggia per la squadra austriaca Team Volksbank, nota dal 2009 come Team Vorarlberg. Nel 2006 vince due tappe al Tour of Qinghai Lake in Cina e nel 2008 la classifica degli sprint al Tour de Suisse.

## Palmarès
- 2001

Deutsche Bergmeisterschaft
- 2005

Berner Rundfahrt
- 2006

1ª tappa Tour of Qinghai Lake
2ª tappa Tour of Qinghai Lake

### Altri successi
- 2008

Classifica sprint Tour de Suisse